# Allochernes microti
Allochernes microti es una especie de arácnido del orden Pseudoscorpionida de la familia Chernetidae.

## Distribución geográfica
Se encuentra en Irán y Turquía.